# Echinocereus nivosus
Echinocereus nivosus là một loài thực vật có hoa trong họ Cactaceae. Loài này được Glass & R.A.Foster mô tả khoa học đầu tiên năm 1978.